# Лауэр, Бритт
Бриттни Ли Лауэр (англ. Brittney Leigh Lower; род. 2 августа 1985, Хейворт, Иллинойс, США) — американская актриса, известная ролями в сериалах «Мужчина ищет женщину», «Помнить всё» и «Разделение».

## Биография
Родилась 2 августа 1985 года в Хейворте, штат Иллинойс, в семье Микки и Стивена Лауэра. В 2004 году, после окончания местной средней школы, Лауэр поступила в Северо-Западный университет где получила степень бакалавра наук в области коммуникаций. После чего посвятила себя актёрскому ремеслу, начав сотрудничать с Upright Citizens Brigade и ImprovOlympic.
В 2011 году Лауэр получила первую регулярную роль — эксперта по технологиям Тани Ситковски в телесериале «Помнить всё». В 2015 году она присоединилась к актёрскому составу комедийного сериала «Мужчина ищет женщину», сыграв сестру главного героя — Лиз Гринберг. Эта роль стала прорывной в карьере девушки. Вскоре после этого Лауэр получила одну из второстепенных ролей в сериале «Без обязательств», а также снялась в рекламе Verizon.
В 2020 году Лауэр появилась в качестве одного из гостей на ток-шоу Джорджа Лукаса (эпизод «Big Alakens Big Lake»).
В 2022 году актриса приняла участие в съёмках телесериала «Разделение», а также снялась во втором сезоне «Американских историй ужасов».

## Фильмография
| Год       |   | Русское название              | Оригинальное название             | Роль                                        |
| --------- | - | ----------------------------- | --------------------------------- | ------------------------------------------- |
| 2010      | с | Большое озеро                 | Big Lake                          | Мэг (7 эпизодов)                            |
| 2011—2014 | с | Помнить всё                   | Unforgettable                     | Таня Ситковски (13 эпизодов)                |
| 2012      | с | Одарённый человек             | A Gifted Man                      | Нина (эпизод: «In Case of (Re)Birth)»       |
| 2013      | ф | В тихом омуте                 | Beside Still Waters               | Оливия                                      |
| 2013      | ф | Mutual Friends                | Mutual Friends                    | Триш                                        |
| 2015      | ф | Эти люди                      | Those People                      | Урсула                                      |
| 2015      | ф | Сёстры                        | Sisters                           | миссис Гернт                                |
| 2015—2017 | с | Мужчина ищет женщину          | Man Seeking Woman                 | Лиз Гринберг                                |
| 2016      | ф | Владение                      | Domain                            | Феникс/Кимберли Миллер                      |
| 2016      | с | Ужасы интернета               | Bad Internet                      | Рейн (эпизод: «The Seven Billionth Wheel»)  |
| 2016      | с | Без обязательств              | Casual                            | Сара Финн (2 эпизода)                       |
| 2017      | ф | Мистер Рузвельт               | Mr. Roosevelt                     | Селеста Джонс                               |
| 2017      | с | Крушение                      | Wrecked                           | Марго Уоллес (эпизод: «Ransom»)             |
| 2017      | с | Призраки                      | Ghosted                           | Клэр Дженнифер                              |
| 2017      | с | Человек будущего              | Future Man                        | Джери Лэнг (4 эпизода)                      |
| 2017      | с | Pillow Talk                   | Pillow Talk                       | Эмма (4 эпизода)                            |
| 2018      | ф | A Civilized Life              | A Civilized Life                  | Джек (короткометражка)                      |
| 2018      | с | WASP                          | WASP                              | Дезире                                      |
| 2019      | с | Кайф с доставкой              | High Maintenance                  | Ли (4 эпизода)                              |
| 2019      | с | В Филадельфии всегда солнечно | It's Always Sunny in Philadelphia | Лиза (эпизод: «The Gang Gets Romantic»)     |
| 2020      | ф | Холли остаётся ночевать       | Holly Slept Over                  | Одра                                        |
| 2020      | ф | Circus Person                 | Circus Person                     | Ава (короткометражка, режиссёр)             |
| 2020      | с | Ток-шоу Джорджа Лукаса        | The George Lucas Talk Show        | эпизод: «The Big Alakens Marathon Big Lake» |
| 2022—…    | с | Разделение                    | Severance                         | Хелли Риггс                                 |
| 2022      | с | Американские истории ужасов   | American Horror Stories           | Фэй (Эпизод: «Facelift»)                    |

## Награды
| Год  | Награда                                                        | Категория                                            | Проект       | Результат |
| ---- | -------------------------------------------------------------- | ---------------------------------------------------- | ------------ | --------- |
| 2022 | Академия научной фантастики, фэнтези и фильмов ужасов          | Лучшая женская роль в телесериале — потоковый сериал | «Разделение» | Номинация |
| 2022 | Награда Ассоциации голливудских критиков в области телевидения | Лучшая женская роль в потоковом сериале, драма       | «Разделение» | Победа    |
| 2022 | Премия «Сатурн»                                                | Лучшая женская роль в потоковом сериале              | «Разделение» | Номинация |
| 2023 | Премия Гильдии киноактёров США                                 | Лучший актёрский состав в драматическом сериале      | «Разделение» | Номинация |